# IC 4467
IC 4467 ist eine linsenförmige Galaxie vom Hubble-Typ S0/a? im Sternbild Bärenhüter am Nordsternhimmel. Sie ist rund 649 Millionen Lichtjahre von der Milchstraße entfernt.
Entdeckt wurde das Objekt am 10. Mai 1904 von Royal Harwood Frost.